# Charles Emerson Beecher
Charles Emerson Beecher, född 9 oktober 1856, död 14 februari 1904, var en amerikansk paleontolog, professor.
Beecher blev 1878 assistent hos professor James Hall vid delstaten New Yorks naturhistoriska museum. År 1888 flyttade han till Yale University i New Haven, där han 1902 blev professor i paleontologi.
Hans arbeten behandlar paleozoiska evertebrater, särskilt brachiopoder och trilobiter, varvid han gjorde mycket viktiga fynd såväl med hänsyn till dessa djurgruppers embryonalformer och ontogeni som särskilt angick trilobiternas organisation med extremiteter och andra ventrala delar. Genom sina rön kunde han också dra upp nya linjer för brachiopodernas och trilobiternas indelning och systematik. Vid sin död hade han inte fullständigt utarbetat de slutsatser, till vilka hans insamlade material kunde leda, men senare fortsatte andra forskare hans arbeten, och 1920 slutbearbetade Raymond hans trilobitmaterial.